# لاگامووا
لاگامووا (به لاتین: Lagamuwa) یک منطقهٔ مسکونی در سری‌لانکا است که در استان مرکزی (سری‌لانکا) واقع شده‌است.